# 立命館中学校・高等学校

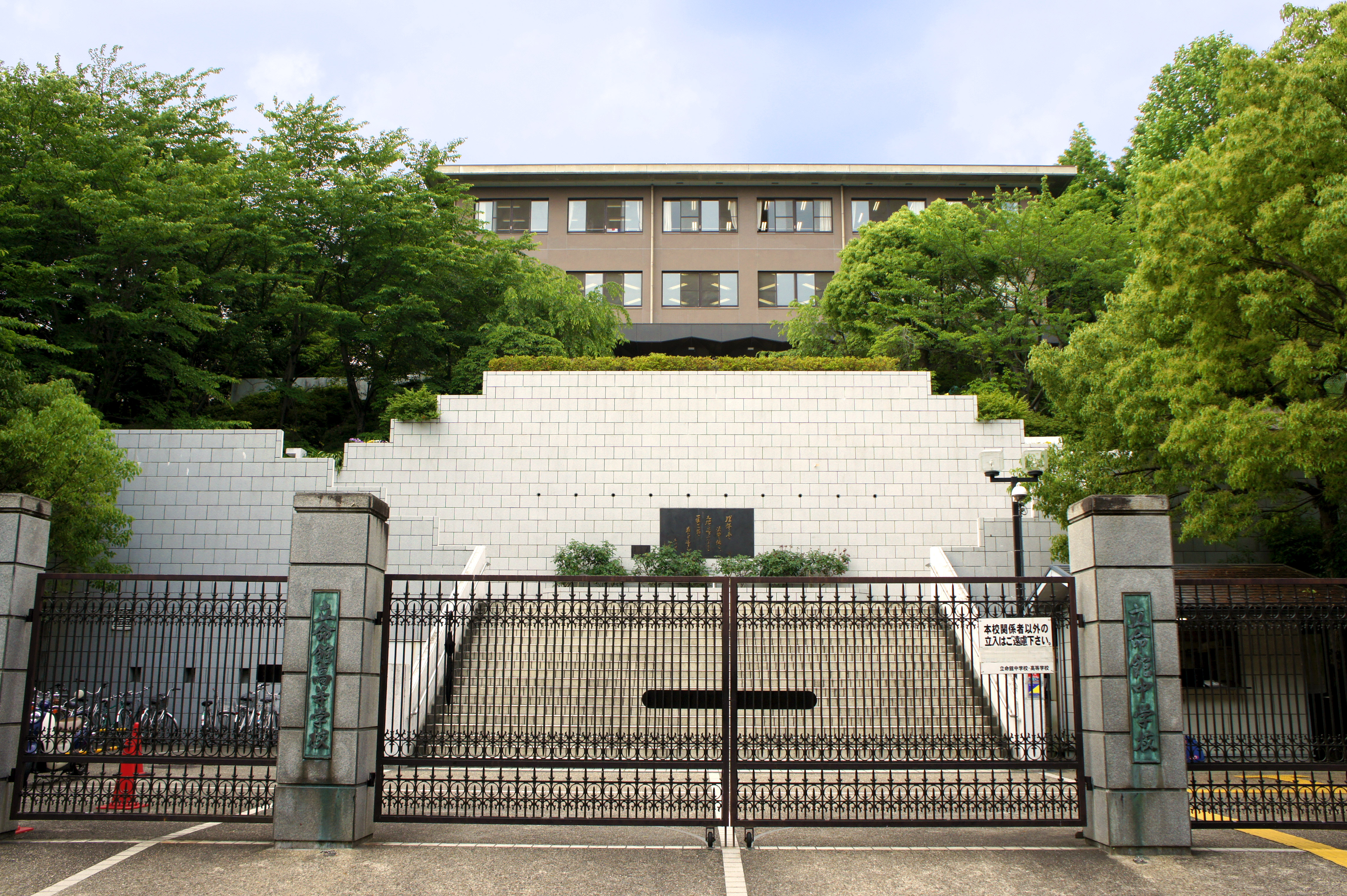
移転前の深草キャンパス

立命館中学校・高等学校（りつめいかんちゅうがっこう・こうとうがっこう、英: Ritsumeikan Junior & Senior High School）は、京都府長岡京市調子にある私立中学校・高等学校。
学校法人立命館における小中高一貫教育の中心となる学校である。学園内部では「立高」「本校」などと呼ばれている。

## 概要
前身は、1905年（明治38年）9月10日に中川小十郎によって創設された私立清和普通学校（翌年に私立清和中学校）。1913年（大正2年）、財団法人立命館の設立に伴い、私立立命館中学（のちに立命館中学→立命館中学校）に改称。1929年（昭和4年）に立命館商業学校を開校。
1947年（昭和22年）に新制立命館中学校を、1948年（昭和23年）に新制立命館高等学校を設置。
1988年（昭和63年）に京都市北区の北大路キャンパスから深草キャンパスに移転するとともに、男女共学化された。北大路キャンパスの跡地には、2006年（平成18年）に立命館小学校が開校している。
2013年9月に深草キャンパスから、2012年3月まで大阪成蹊大学長岡京キャンパスがあった場所に移転予定であったが、移転先の土壌から基準値を超える鉛と砒素が検出されたため、一年工期が延長され、2014年9月1日の移転となった。新キャンパスの名称は長岡京キャンパス。
深草キャンパスの跡地は京都市に売却され、2016年4月に京都市立伏見工業高等学校と京都市立洛陽工業高等学校を統合・移転して新設された京都市立京都工学院高等学校が開校した。

## 沿革
- 1905年（明治38年）- 中川小十郎が私立清和普通学校を開校。
- 1906年（明治39年）- 中学校令による私立清和中学校に改称。
- 1913年（大正2年）- 財団法人立命館の設立により私立立命館中学に改称。
- 1919年（大正8年）- 「私立」の冠称を廃止して立命館中学に改称。
- 1922年（大正11年）- 広小路学舎から北大路学舎に移転。野球部が甲子園（第8回全国中等学校優勝野球大会）に初出場。
- 1928年（昭和3年）- 立命館中学校に改称。
- 1929年（昭和4年）- 立命館商業学校が開校。
- 1947年（昭和22年）- 新制立命館中学校を設置。
- 1948年（昭和23年）- 新制立命館高等学校を設置。
- 1951年（昭和26年）- 財団法人立命館から「学校法人立命館」に組織変更。
- 1988年（昭和63年）- 男女共学化。北大路キャンパスから深草キャンパスに移転。
- 2002年（平成14年）- 立命館高等学校が文部科学省からスーパーサイエンスハイスクール（SSH）に指定。
- 2014年（平成26年）- 深草キャンパスから長岡京キャンパスに移転。

## 高等学校
2002年（平成14年）には文部科学省から「スーパーサイエンスハイスクール（SSH）」に指定。
深草へ移転する前の男子校時代から、校風は自由闊達で、校則は事実上ないに等しかった。立命館建学の精神が「自由と清新」であるためこれを誇りにしている教員も多く存在し、制服などは特に定められていないなど他校と比べれば自由度は高い。また一時は廃止となった修学旅行も生徒側の要望で復活した（運動は行われておらず、一部の生徒が復活の要望を言っただけで、昭和54年度卒業生の卒業日帰り旅行が開始されたのがきっかけである）。現在も毎年生徒自らが企画し、行先、日程、旅費などを話し合いで行われている。
現在はMSC（メディカルサイエンスコース）、SSC（スーパーサイエンスコース）、GL（グローバルラーニングコース）、コアコース（CE）の4つのコースがある（立命館小学校出身の入学者が2013年度から高校に進学したため、この年の新入生からコースシステム変更があった）。

## 中学校
男子・女子ともに制服が設定されている。スマホの校内での使用は禁止されている。(許可証を提出すれば持ち込みは可)1、2年生はCLコース、ALコースに分かれており(3年生からはALコースがMSコースに変わる)CLコース・ALコースともに1週間に1回、6時間授業がある。(通常は7時間授業)　2021年度入学生以降からはiPadが配布されている。土曜日、日曜日は授業がない。　

## 部活動

### 硬式野球部
1915年（大正4年）創部。同年に開催された第1回全国中等学校優勝野球大会から夏の全国大会予選（京津大会）に参加している古豪。これまで甲子園に7回（夏3回・春4回）出場している。初出場は1922年（大正11年）の第8回全国中等学校優勝野球大会。選抜大会は1924年（大正13年）の第1回大会に出場。1983年（昭和58年）の第55回選抜大会を最後に甲子園には出場できていない。通算成績は6勝7敗。

## 校歌
- 校歌[5] - 作詞：明本京静、作曲：近衛秀麿。

## アクセス
- 阪急京都本線西山天王山駅 徒歩約8分
- JR京都線（東海道本線）長岡京駅 徒歩約15分
- 阪急バス・京都京阪バス「調子」停留所

## 著名な出身者

### 旧制立命館中学校出身者
- 小早川欣吾 - 法学者（法制史）、京都帝国大学教授（1922年卒業）
- 竹内勝太郎 - 詩人（中退）
- 月形哲之介 - 俳優（1943年卒業）
- 中原中也 - 詩人（1923年に3年生に転入、1925年退学）
- 額田六福 - 劇作家
- 羽根盛一 - 政治家、元福井県知事
- 田中伊三次 - 政治家、法務大臣、衆議院副議長など
- 権泰夏 - 長距離走選手
- 卓庚鉉 - 陸軍軍人

### 立命館商業学校出身者
- 清水卯一 - 陶芸家、人間国宝

### 新制立命館高等学校出身者

#### 政官界
- 片岡宏一郎 - 経産官僚[6]
- 栗田照久 - 財務官僚

#### 経済
- 佐藤研一郎 - ローム創業者
- 村田吉弘 - 菊乃井代表取締役社長
- 青木定雄 - MKグループ創業者

#### 研究
- 竹濱修 - 法学者、立命館大学法学部教授、元法務省司法試験考査委員
- 藤川佳則 - 経営学者、一橋大学大学院経営管理研究科教授
- 高橋智隆 - ロボットクリエーター、ロボ・ガレージ代表取締役社長、東京大学先端科学技術研究センター特任准教授
- 中野伸一 - 陸水学者、京都大学生態学研究センター長・教授、元日本陸水学会会長、元国立大学附置研究所・センター会議会長
- 弓哲玖 - 歯科医師、歯学者
- 森川展男 - アメリカ文学者、近畿大学総合社会学部教授
- 一川誠 - 心理学者、千葉大学教授
- 小関素明 - 日本史学者、立命館大学教授

#### アナウンサー
- 田中友英 - RKB毎日放送アナウンサー
- 宮本英樹 - KBS京都元アナウンサー

#### 芸能・文化
- 八木真澄 - コメディアン、サバンナ
- 高橋茂雄 - コメディアン、サバンナ
- 原田良也 - コメディアン、ファミリーレストラン
- 下林朋央 - コメディアン、ファミリーレストラン
- 林海象 - 映画監督
- 石田秀樹 - 演出家、プロデューサー
- 大浦龍宇一 - 俳優
- 小山力也 - 俳優（劇団俳優座）（昭和54年、卒業）
- 杉山元 - 俳優
- 華優希 - 元宝塚歌劇団花組トップ娘役
- 今宮エビス - 漫才師
- 青柳誠 - ジャズ奏者
- 岸田繁 - ミュージシャン、くるり
- 佐藤征史 - ミュージシャン、くるり
- ばんばひろふみ - ミュージシャン
- 森本太郎 - ミュージシャン、元ザ・タイガース
- 佐竹俊郎 - ミュージシャン、実業家
- 篠崎靖男 - 指揮者
- 杉田二郎 - ミュージシャン
- 鳴瀬シュウヘイ - ミュージシャン
- 延近輝之 - 音楽家
- 四方香菜 - 女優
- 中沢沙理 - 2016年度ミス・ユニバース・ジャパン
- 山口ヒロキ - 映画監督
- 早崎治 - 写真家

#### スポーツ
- 植松宗之 - ラグビー選手
- 太田格之進 - レーシングドライバー
- 杉下暢 - ラグビー選手
- 赤沼淳平 - 元プロ野球選手
- 辰市邦輔 - 元プロ野球選手
- 富永格郎 - 元プロ野球選手
- 西田稔 - 元プロ野球選手
- 平井嘉明 - 元プロ野球選手
- 大本里佳 - 競泳選手
- 一谷奈歩 - フィールドホッケー選手